# Коефіцієнт стисливості газу

Залежність коефіцієнтів надстисливості природних газів від тиску

Коефіціє́нт сти́сливості (надстисли́вості) га́зу (рос. коэффициент сжимаемости (сверхсжимаемости) газа; англ. gas compression factor; нім. Realgasfaktor m) — відношення об'ємів реального пластового і ідеального газів при однакових умовах, тобто при одних і тих же самих тиску і температурі. Коефіцієнт стисливості газу вводиться в рівняння Клапейрона — Менделєєва, характеризує ступінь відхилення реальних газів від ідеального стану і є відношенням об'єму реального газу до об'єму, який займала б така ж кількість молів ідеального газу за тих же тиску і температури.

## Визначення
Для однокомпонентного газу з молярною масою {\displaystyle \;\mu \;}, при тиску {\displaystyle \;p\;}, температурі {\displaystyle \;T\;} i густині {\displaystyle \;\varrho \;} коефіцієнт стисливості газу визначається за формулою:
{\displaystyle \;Z\;{\stackrel {\rm {df}}{=}}\;{\frac {p\mu }{\varrho R\,T}}\;}
де {\displaystyle \;R\;} — універсальна газова стала.

## Походження поняття
Коефіцієнт стисливості газу {\displaystyle \;Z\;} входить у технічне рівняння стану реального газу, яке можна записати в одній із форм:
{\displaystyle \;pV\;=\;nZRT\;}
або
{\displaystyle \;p\mu \;=\;\varrho ZRT\;}
де {\displaystyle \;V\;} — об'єм газу, а {\displaystyle \;n\;} — число молів цього газу.
Вважається, що тиск {\displaystyle \;p\;} як і температура {\displaystyle \;T\;} газу є вищими за тиск і температуру зрідження.
Коефіцієнт стисливості газу {\displaystyle ;Z\;} характеризує відхилення поведінки реальних газів від властивостей ідеального газу. Для ідеального газу, цей коефіцієнт, дорівнює одиниці і записане вище рівняння стану перетворюється у рівняння стану ідеального газу:
{\displaystyle \;pV\;=\;nRT\;}
або
{\displaystyle \;p\mu \;=\;\varrho RT\;}
Існування різних значень коефіцієнта стисливості реального газу проявляється, наприклад через ефект Джоуля — Томсона, що приводить до зниження температури газу при його розширенні і значному спаді тиску. Цей ефект (спостерігається при стравлюванні повітря з автомобільного колеса через ніпель) має істотне значення для технологій отримання наднизьких температур, зрідження газів тощо.

## Інтернет-ресурси
1. 1 2 3  11-7.10 // Quantities and units — Part 11: Characteristic numbers — 2 — ISO, 2019. — 50 p.